# Agatino Amantia
Agatino Amantia (Mascalucia, 18 febbraio 1890 – Catania, 12 febbraio 1940) è stato un economista e editore italiano.

## Biografia
Nacque a Mascalucia, in provincia di Catania, il 18 febbraio 1890 da Alfio e Vita Consoli, di cui era ultimo di molti figli di una famiglia benestante. Fece gli studi primari e superiori a Catania, dove conseguì il diploma di ragioneria, e nel 1911, assieme a Natale Scalia, fondò la rivista quindicinale di letteratura Prometeo.
Frequentò il Regio Istituto Superiore del Commercio di Venezia, ma nel 1915, a causa dell'ingresso dell'Italia nella prima guerra mondiale, Amantia dovette interrompere gli studi e partire per il fronte, dove rimase ferito durante una delle tante battaglie dell'Isonzo; a conclusione del conflitto, nel 1918 si laureò in scienze economiche nell'istituto veneziano. Tornato in Sicilia, nel 1919, pubblicò la sua prima opera, dal titolo Il fenomeno della concentrazione capitalistico-industriale. A Catania, nel 1922, Amantia fondò la casa editrice Studio Editoriale Moderno (SEM), che divenne in poco tempo una delle maggiori di tutta la Sicilia; la SEM, che fece un'importante opera di promozione di testi di giovani poeti e scrittori siciliani - come Vitaliano Brancati - fu attiva fino al 1967.
Nel 1924, iniziò la sua attività di insegnante negli istituti tecnici, per poi ottenere la libera docenza di statistica economica, e poi di economia politica, al Regio Istituto Superiore del Commercio di Catania (1930-1935), di politica economica e finanziaria ed economia politica corporativa alla Regia Università di Catania (1935-1940). Nel 1925, Amantia aderì al Partito Nazionale Fascista, e nello stesso anno pubblicò il primo volume della sua opera più importante, Principii di economia politica generale e corporativa, che disamina concetti come bisogno, utilità, valore e ricchezza. Il secondo volume venne pubblicato nel 1927, che studia la produzione, la distribuzione, la circolazione della ricchezza e le crisi economiche.
Morì improvvisamente a Catania il 12 febbraio 1940, all'età di 49 anni.

### Pensiero
Critico verso il modello economico capitalista, come si evince dalle sue opere pubblicate, Amantia fu invece sostenitore del corporativismo, in cui lo Stato doveva esercitare un forte ruolo al fine di sostituire la lotta di classe tra imprenditori e lavoratori, con una collaborazione tra di essi.

## Opere
- Il fenomeno della concentrazione capitalistico-industriale, Palermo, Trimarchi (1919)
- Principii di economia politica generale e corporativa, Primo volume, Catania, Studio Editoriale Moderno (1925)
- Principii di economia politica generale e corporativa, Secondo volume, Catania, Studio Editoriale Moderno (1927)
- Indagini sulla vita economica, Catania, Studio Editoriale Moderno (1928)
- La difesa della lira, Catania, Studio Editoriale Moderno (1933)
- Liberalismo economico e Corporativismo, Torino, Società Editrice Internazionale (1938)
- Prezzi multipli, Catania, Studio Editoriale Moderno (1938)
- Riassunti di economia politica corporativa, Società Editrice Internazionale, Torino (1939)